# Rob Jones (voetballer, 1971)
Robert ("Rob") Marc Jones (Wrexham, 5 november 1971) is een voormalig betaald voetballer uit Engeland, die speelde als verdediger.

## Clubcarrière
Jones speelde sinds 1987 achtereenvolgens voor Crewe Alexandra, Liverpool en West Ham United. Hij beëindigde zijn actieve loopbaan in 2000.

## Interlandcarrière
Jones kwam in totaal acht keer uit voor Engeland. Onder leiding van bondscoach Graham Taylor maakte hij zijn debuut op 19 februari 1992 in de vriendschappelijke wedstrijd tegen Frankrijk, net als doelpuntenmaker Alan Shearer (1-0) en Martin Keown.

## Erelijst
Liverpool
- FA Cup

1992